# Multiclavula calocera
Multiclavula calocera é uma espécie de fungo pertencente à família Clavulinaceae.